# Copa dos Campeões da NORCECA de Voleibol Masculino de 2019
A Copa dos Campeões da NORCECA de Voleibol Masculino de 2019 foi a 2ª edição deste torneio organizado pela Confederação da América do Norte, Central e Caribe de Voleibol (NORCECA) em parceria com a USA Volleyball, realizado no período de 22 a 24 de agosto.
A seleção de Cuba conquistou seu primeiro título da competição e garantiu vaga no Torneio Pré-Olímpico da NORCECA de 2020. O central cubano Robertlandy Simón foi eleito o melhor jogador da competição.

## Seleções participantes
As quatro melhores seleções ranqueadas no ranking da NORCECA em 2019 garantiram vagas no campeonato.
| Equipe         | Qualificação              | Última participação |
| -------------- | ------------------------- | ------------------- |
| Estados Unidos | País sede (1º no ranking) | 2015                |
| Canadá         | 2º no ranking             | 2015                |
| Cuba           | 3º no ranking             | 2015                |
| Porto Rico     | 4º no ranking             | Estreante           |

## Local das partidas
| Colorado Springs, Estados Unidos                  |
| ------------------------------------------------- |
| Centro Olímpico de Treinamento dos Estados Unidos |
|                                                   |

## Formato da disputa
Disputa em turno único, com todas as seleções se enfrentando.

### Critérios de desempate
1. Número de vitórias
2. Número de pontos
3. Sets average
4. Pontos average

- Partida com resultado final 3–0: 5 pontos para o vencedor e 0 pontos para o perdedor.
- Partida com resultado final 3–1: 4 pontos para o vencedor e 1 pontos para o perdedor.
- Partida com resultado final 3–2: 3 pontos para o vencedor e 2 pontos para o perdedor.

## Fase única
|     |                |     | Jogos | Jogos | Jogos | Resultados | Resultados | Resultados | Resultados | Resultados | Resultados | Sets | Sets | Sets  | Pontos | Pontos | Pontos |
| Pos | Equipe         | Pts | T     | V     | D     | 3–0        | 3–1        | 3–2        | 2–3        | 1–3        | 0–3        | V    | P    | R     | V      | P      | R      |
| --- | -------------- | --- | ----- | ----- | ----- | ---------- | ---------- | ---------- | ---------- | ---------- | ---------- | ---- | ---- | ----- | ------ | ------ | ------ |
| 1   | Cuba           | 12  | 3     | 3     | 0     | 1          | 1          | 1          | 0          | 0          | 0          | 9    | 3    | 3.000 | 283    | 245    | 1.155  |
| 2   | Estados Unidos | 7   | 3     | 1     | 2     | 1          | 0          | 0          | 0          | 2          | 0          | 5    | 6    | 0.833 | 255    | 247    | 1.032  |
| 3   | Canadá         | 6   | 3     | 1     | 2     | 0          | 1          | 0          | 1          | 0          | 1          | 5    | 7    | 0.714 | 267    | 281    | 0.950  |
| 4   | Porto Rico     | 5   | 3     | 1     | 2     | 1          | 0          | 0          | 0          | 0          | 2          | 3    | 6    | 0.500 | 187    | 219    | 0.854  |

### Resultados
- Todas as partidas seguiram o fuso horário local (UTC−6).

| Data   | Hora  |                | Placar |            | Set 1 | Set 2 | Set 3 | Set 4 | Set 5 | Total  | Relatório |
| ------ | ----- | -------------- | ------ | ---------- | ----- | ----- | ----- | ----- | ----- | ------ | --------- |
| 22 ago | 13:00 | Cuba           | 3–2    | Canadá     | 25–19 | 19–25 | 25–17 | 22–25 | 15–11 | 106–97 | P2 P3     |
| 22 ago | 20:56 | Estados Unidos | 3–0    | Porto Rico | 25–13 | 25–16 | 25–15 |       |       | 75–44  | P2 P3     |
| 23 ago | 13:00 | Canadá         | 0–3    | Porto Rico | 19–25 | 24–26 | 21–25 |       |       | 64–76  | P2 P3     |
| 23 ago | 19:22 | Estados Unidos | 1–3    | Cuba       | 19–25 | 23–25 | 25–22 | 14–25 |       | 81–97  | P2 P3     |
| 24 ago | 13:00 | Porto Rico     | 0–3    | Cuba       | 28–30 | 17–25 | 22–25 |       |       | 67–80  | P2 P3     |
| 24 ago | 19:50 | Estados Unidos | 1–3    | Canadá     | 26–28 | 20–25 | 29–27 | 24–26 |       | 99–106 | P2 P3     |

## Classificação final
| Colocação | Time           |
| --------- | -------------- |
| 1         | Cuba           |
| 2         | Estados Unidos |
| 3         | Canadá         |
| 4         | Porto Rico     |

|  | Equipe classificada para a Torneio Pré-Olímpico da NORCECA de 2020 |

## Premiações
| Copa dos Campeões da NORCECA de 2019 |
| Cuba                                 |
| ------------------------------------ |
| Cuba Campeã (1º título)              |

### Individuais
Os atletas que se destacaram individualmente foramː
| - Most Valuable Player (MVP) Robertlandy Simón - Melhor Oposto Blake Scheerhoorn - Melhores Ponteiros Cody Kessel Osniel Melgarejo | - Melhor Levantador Adrián Goide - Melhores Centrais Robertlandy Simón Patrick Gasman - Melhor Líbero Jeremy Davies |